# Walter Crociani
Walter Crociani (Roma, 1910 – Roma, 16 gennaio 2004) è stato un allenatore di calcio e dirigente sportivo italiano.

## Carriera

### Allenatore
Nella stagione 1944-1945 subentra a Giuseppe Spinola sulla panchina della Pro Vasto, nel Campionato Abruzzese; successivamente allena gli abruzzesi anche nella stagione 1945-1946, in Serie C.
Nella stagione 1946-1947 allena il Tuscania, con cui vince il suo girone di Prima Divisione, conquistando poi la promozione in Serie C (la prima nella storia dei bianconeri) a seguito delle finali regionali. Nel 1950 divenne il primo commissario tecnico nella storia della neonata Nazionale militare di calcio dell'Italia, con cui in quello stesso anno vinse i Campionati mondiali militari di calcio.
Nelle prime 33 partite della stagione 1950-1951 ha allenato in Serie B nella Salernitana, mantenendo il ruolo di direttore tecnico con Rodolphe Hiden allenatore dalla trentaquattresima giornata di campionato fino a fine stagione. L'anno seguente ha allenato in parte il Chieti (sostituito da De Angelis) e poi il Latina, in Serie C; l'anno seguente ha allenato la Chinotto Neri, con cui ha ottenuto un quinto posto in classifica in IV Serie.
Dopo aver guidato la Chinotto Neri in IV Serie per un altro anno e, per due stagioni consecutive, la Fedit Roma in terza serie, ha lavorato per una stagione come direttore tecnico del Siena in Serie C ed in seguito ha allenato il Chieti anche nella stagione 1960-1961 e nella stagione 1961-1962, entrambe in Serie C, mentre nella stagione 1962-1963 ha lavorato come direttore tecnico per la squadra abruzzese. Nella stagione 1964-1965 ha allenato la Tevere Roma in Serie C, in quella successiva viene affiancato nel ruolo di Direttore Tecnico all'allenatore Ulisse Giunchi all'Avellino, sempre in Serie C.

### Dirigente
Il 12 novembre 1946 venne eletto come membro del direttivo del Comitato Regionale del Lazio, ma rinunciò alla carica per motivi personali. Ha poi lavorato come dirigente alla Romulea, in Serie D. Negli anni Settanta fu presidente della Tevere Roma, in Serie D, fino a quando non vendette il titolo sportivo al Castelgandolfo nel 1979 facendo ripartire la squadra con il nome di Tevere Roma 1959 nei campionati regionali laziali e continuando a ricoprire il ruolo di presidente della società.
Nella stagione 1973-1974 è stato direttore sportivo del Formia, con cui ha vinto il campionato di Promozione; è tornato ad essere direttore sportivo della formazione laziale nella stagione 1984-1985, nella quale ha vinto un secondo campionato laziale di Promozione.

## Palmarès

### Allenatore

#### Competizioni nazionali
- IV Serie: 1

Chinotto Neri: 1956-1957

#### Competizioni regionali
- Prima Divisione: 1

Tuscania: 1946-1947

#### Nazionale
- Campionati mondiali militari di calcio: 1

Italia: 1950